# 1AM
"1AM" (hangul: 새벽 한시; rr: Saebyeok hansi) é uma canção do cantor sul-coreano Taeyang, contida em seu segundo álbum de estúdio Rise (2014). Composta por Teddy Park e produzida por ele juntamente com Choice37 e Boys Noize, liricamente a canção refere-se sobre relembrar um ex-amor. Lançada como o último single de Rise, a canção atingiu a posição de número dez na Billboard World Digital Songs nos Estados Unidos e de número onze na Gaon Digital Chart na Coreia do Sul.

## Antecedentes, lançamento e composição
Durante a produção quase concluída do álbum Rise no fim de 2013, a canção "1AM" foi escolhida inicialmente como um dos singles do álbum, apesar disso, Taeyang decidiu trabalhar mais no material e isso levou a adição de mais canções ao álbum, levando ao adiamento de seu lançamento até junho do ano seguinte. Em 28 de maio de 2014, foi divulgado a lista de faixas completa de Rise, que incluiu a apresentação da canção "1AM". Em contraste com as promoções de outros artistas da YG Entertainment, decidiu-se pelo não lançamento de dois singles simultâneos, dessa forma, após sete dias do lançamento da canção "Eyes, Nose, Lips", Taeyang lançou a canção "1AM" como o terceiro e último single de Rise, na mesma data do lançamento do álbum em formato físico.
"1AM" é descrita liricamente como uma canção "melancólica", suas letras remetem a um homem que ainda ama a ex-namorada e sente falta dela a uma hora da madrugada. Adicionalmente, uma versão em língua japonesa da canção, contendo letras de Sunny Boy foi incluída no álbum japonês de Taeyang, Rise + Solar & Hot em agosto de 2014.

## Vídeo musical
Dirigido por Han Sa-min e gravado em 2013, o vídeo musical de "1AM" apresenta um casal formado por Taeyang e seu interesse amoroso interpretado pela atriz Min Hyo-rin. Durante suas cenas ambientadas em um cenário urbano, ambos tornam-se um casal atrativo, que são vistos em um momento em um clube elegante e em outro momento, estão brigando em um veículo. Durante a produção, os dois encontram-se juntos em uma cama em uma cena considerada sexualmente sugestiva e ousada para um vídeo musical de K-pop. Taeyang disse em entrevista a Billboard, que não fazia ideia sobre a cena até chegar ao estúdio para a gravação e acrescentou: "Fiquei chocado e me senti desconfortável com isso, mas estou muito satisfeito com o resultado". Em uma análise sobre o vídeo musical, Jeff Benjamin da Billboard, concluiu que a produção possui um enredo intricado, em vez de "apenas incorporar sexo para vender". Opinião semelhante a do website Seoulbeats, que considerou que a cena principal não correspondeu às expectativas, embora o vídeo musical tenha sido elogiado por ser "elegante".
Taeyang e Min Hyo-rin, que se conheceram durante as gravações do vídeo musical de "1AM", iniciaram um relacionamento pouco tempo depois e casaram-se em uma cerimônia realizada em fevereiro de 2018.

## Desempenho nas paradas musicais
"1AM" estreou na Coreia do Sul atingindo seu pico de número onze na Gaon Digital Chart e de número sete na Gaon Download Chart com vendas de 138,255 mil downloads digitais pagos, além disso, posicionou-se em número 25 na Gaon Streaming Chart com mais 1,8 milhão em transmissões e na semana seguinte, subiu uma posição na referida parada, conquistando quase dois milhões em transmissões. Nos Estados Unidos, atingiu seu pico de número dez na Billboard World Digital Songs.

### Posições
| Paradas (2014)                                 | Melhor posição |
| ---------------------------------------------- | -------------- |
| Coreia do Sul (Gaon Weekly Digital Chart)      | 11             |
| Coreia do Sul (Gaon Monthly Digital Chart)     | 18             |
| Coreia do Sul (Gaon Weekly Download Chart)     | 7              |
| Coreia do Sul (Gaon Weekly Streaming Chart)    | 24             |
| Coreia do Sul (Billboard K-pop Hot 100)        | 12             |
| Estados Unidos (Billboard World Digital Songs) | 10             |

### Vendas
| País          | Parada                     | Vendas  |
| ------------- | -------------------------- | ------- |
| Coreia do Sul | Gaon Download Chart (2014) | 372,923 |